# Эррера, Эктор (легкоатлет)
Эктор Эррера Ортис (исп. Héctor Herrera Ortiz; род. 23 мая 1959, Вертьентес, Камагуэй) — кубинский легкоатлет, специалист по бегу на короткие и средние дистанции. Выступал за сборную Кубы по лёгкой атлетике в 1983—1993 годах, обладатель серебряной медали Олимпийских игр в Барселоне, бронзовый призёр Игр доброй воли, чемпион Панамериканских игр, победитель Центральноамериканских и Карибских игр, действующий рекордсмен страны в эстафете 4×400 метров.

## Биография
Эктор Эррера родился 23 мая 1959 года в муниципалитете Вертьентес провинции Камагуэй, Куба.
Первого серьёзного успеха в лёгкой атлетике на международном уровне добился в сезоне 1983 года, когда в составе кубинской сборной выступил на Панамериканских играх в Каракасе — в беге на 800 метров в финал не вышел, но в зачёте эстафеты 4×400 метров вместе с соотечественниками стал бронзовым призёром. Также, будучи студентом, представлял Кубу на Всемирной Универсиаде в Эдмонтоне, где остановился в полуфинале дисциплины 400 метров, а в эстафете 4×400 метров их команда сошла с дистанции в ходе предварительного квалификационного этапа.
В 1988 году на иберо-американском чемпионате в Мехико финишировал пятым в 800-метровой дисциплине.
В июне 1989 года на домашнем старте в Гаване превзошёл всех соперников в беге на 400 метров, установив при этом свой личный рекорд — 45,77.
В 1990 году в эстафете 4×400 метров завоевал бронзовую медаль на Играх доброй воли в Сиэтле. На Центральноамериканских и Карибских играх в Мехико был шестым в индивидуальном беге на 400 метров и третьим в эстафете.
В 1991 году в Гаване установил личный рекорд в беге на 800 метров на открытом стадионе — 1:46.61. На домашних Панамериканских играх в Гаване финишировал шестым в дисциплине 800 метров и одержал победу в эстафете 4×400 метров. На чемпионате мира в Токио в эстафете 4×400 метров занял восьмое место.
В 1992 году выиграл 800 метров на иберо-американском чемпионате в Севилье. Благодаря череде успешных выступлений удостоился права защищать честь страны на летних Олимпийских играх в Барселоне — в эстафете 4×400 метров вместе с соотечественниками Норберто Тельесом, Ласаро Мартинесом и Роберто Эрнандесом в ходе предварительного квалификационного забега установил ныне действующий рекорд Кубы — 2:59.13, а в финале завоевал серебряную олимпийскую медаль, пропустив вперёд только титулованных американских спринтеров.
В 1993 году на чемпионате мира в Штутгарте показал шестой результат в эстафете 4×400 метров. На Центральноамериканских и Карибских играх в Понсе стал серебряным призёром в дисциплине 800 метров и победил в эстафете 4×400 метров. По окончании сезона завершил спортивную карьеру.